# Берум (Германия)
Берум (нем. Berum) — село в Восточной Фризии в Германии, Административно относится к земле Нижняя Саксония, району Аурих, общине Хаге. Является административным центром совместного сообщества Хаге.

## Этимология
После первого упоминания в 1408 году как Берн или Берум, окончательно утвердилось с 1436 года нынешняя форма написания. Название интерпретируется как форма множественного числа древнефризского слова bēre, что означает сарай.

## История
Берум — одно из самых важных мест в истории Восточной Фризии, в основном из-за одноимённого замка в селении, внешний двор которого сохранился. Это место впервые упоминается в 1408 году как Берн или Берум, но, вероятно, оно намного старше.
В Средние века это место стало резиденцией восточнофризских хофтлингов. Ещё в 1310 году в предшественнике нынешнего замка было доказано присутствие семьи Sidtzen (другие варианты написания: Syrtza или Sytze). На 1387 год это был Мартен, женатый на дочери хофтлинга Эстрингена Попке Инена. В XV веке Кирксены унаследовали замок и расширили его до дворца, который они позже использовали в качестве семейной резиденции. 28 января 1600 года в замке было подписано «Берумское соглашение» между графом Восточной Фрисландии Энно III и графством Ритберг, в результате которого Харлингерланд окончательно стал частью графства Восточная Фрисландия.
Когда Карл Эдцард, последний восточнофризский граф из дома Кирксена, умер 25 мая 1744 года, король Пруссии Фридрих II заявил о своём праве наследования, которое регулировалось Эмденской конвенцией. С тех пор резиденция больше не использовалось, поэтому в 1764 году она была снесена, за исключением внешнего двора, а ценный инвентарь был продан с аукциона.
Во время Второй мировой войны в Беруме был устроен барачный лагерь, в котором 18 женщин, вероятно советского происхождения, были размещены в качестве подневольных рабочих.
После окончания войны население быстро росло. В 1939 году в Беруме проживало около 100 человек, а в 1946 году, после приёма многих беженцев и изгнанных из восточных районов Германского рейха, в общей сложности проживал 431 житель, из которых 303 человека, т. е. более 70 процентов, были беженцы. Их доля в населении к 1950 году выросла до 79,8%.
1 июля 1972 года Берум был включен в состав общины Хаге.